# Liao Hua
Dans ce nom chinois, le nom de famille, Liao, précède le nom personnel.
Liao Hua (185 – Printemps 264) est un indigène de Xiangyang et un personnage du roman Histoire des Trois Royaumes. Il était le secrétaire en chef de Guan Yu, général de l'avant. Quand Guan Yu a été défait, Liao Hua a été pris par le Wu. Cependant, il a désiré retourner auprès de Liu Bei. Il a ainsi simulé sa mort et a dupé ceux qui le surveillaient. Sur ce, il prit sa mère et s'échappa à l'ouest, se déplaçant nuit et jour. Il rejoint alors Liu Bei à Zigui. Ce dernier a été considérablement satisfait de son retour, et a installé Liao Hua en tant que grand administrateur de Yidu. Après la mort de Liu Bei, Liao Hua est devenu conseiller du premier ministre, et puis contrôleur de la région de Guangwu. Plus tard, il a été promu à la position du général des chars et de la cavalerie de droite, a obtenu les privilèges de jie, et a été fait inspecteur de la province de Terril. On lui a également accordé le titre du marquis de Zhongxiang. Il était célèbre pour sa détermination et sa prouesse. Sa position était égale à celle de Zhang Yi et, en second lieu seulement, à celle de Zong Yu. Au printemps de l'an 264, Liao Hua et Zong Yu sont tous les deux rappelés à Luoyang. Ils moururent en chemin.